# Nationalpark Heuscheuergebirge
Der Nationalpark Heuscheuergebirge (poln. Park Narodowy Gór Stołowych) liegt im polnischen Teil der Góry Stołowe (wörtlich: Tischberge; deutsche Bezeichnung: Heuscheuergebirge), welche zu den Mittelsudeten gehören. Der Park liegt in Südwestpolen, in der Woiwodschaft Niederschlesien, an der Grenze zur Tschechischen Republik. Gegründet wurde er im Jahre 1993.

## Landschaft
Im Nationalpark besteht eine in Europa seltene Tafelstruktur mit außergewöhnlichen Felsenformen. Zu den Formen gehören „Kwoka“ (Henne), „Wielbłąd“ (Kamel), „Głowa wielkoluda“ (Kopf des Riesen). Im Sandsteingebiet befindet sich ein Netz von Felsenlabyrinthen. Manche Felsschluchten sind bis zu 12 m tief. Die bekannteste dieser bizarren Sandsteinformationen sind die „Błędne Skały“ (Irrende Felsen). Der deutsche Name des Gebirges leitet sich von den Tafelbergen der Großen Heuscheuer (919 m n.p.m.; polnisch Szczeliniec Wielki, tschechisch Hejšovina), und der Kleinen Heuscheuer (895 m n.p.m.; polnisch Szczeliniec Mały) ab, die mit ihrer Form an riesige Heuscheuern erinnern und auch die höchsten Erhebungen darstellen. Besondere Sehenswürdigkeiten in dem Nationalpark, dessen touristische Erschließung bereits 1790 begann, sind neben den beiden Tafelbergen, das in dem fast verlassenen Dorf Pstrążna (Straußeney) eingerichtete Freilichtmuseum für Volksarchitektur der Sudeten, in das typische Bauernhäuser der Gegend verbracht wurden, um sie originalgetreu wieder aufzubauen.

## Flora
Von den 650 Arten von Gefäßpflanzen, die im Park vorkommen, stehen gegenwärtig 46 unter Artenschutz. Die aktuelle Bewaldung besteht hauptsächlich aus Fichten fremder Herkunft, welche zur Wende des 19. und 20. Jahrhunderts hier angepflanzt wurden, um die gefällten Buchen- und Tannenwälder zu ersetzen. In einigen Bereichen (nur 3 % der Waldfläche) hat sich jedoch die natürliche Waldgemeinschaft erhalten können.

## Fauna
Hirsche, Rehe, Wildschweine, Füchse, Eichhörnchen sowie kleine Nagetiere sind in den ausgedehnten Waldkomplexen des Nationalparks am häufigsten anzutreffen. Als ornithologische Seltenheit des Nationalparks gelten das Haselhuhn, die Waldschnepfe, der Schwarzstorch, der Wespenbussard, der Baumfalke sowie der für die Region der Taiga typische Sperlingskauz und Raufußkauz. Auf den großflächigen Grasflächen brüten die in Europa seltenen Wachteln und Wachtelkönige. An Reptilienarten leben in den Gory Stolowe die Kreuzotter, die Ringelnatter, die Zauneidechse und die Blindschleiche. Zu den selteneren Amphibien gehören der Salamander sowie der Bergmolch, der Kammmolch und der Gemeine Teichmolch.